# Frank Damrosch
Frank Heino Damrosch (ur. 22 czerwca 1859 we Wrocławiu, zm. 22 października 1937 w Nowym Jorku) – amerykański dyrygent i pedagog pochodzenia niemieckiego. 

## Życiorys
Syn Leopolda, brat Waltera. Uczył się muzyki u Jeana Vogta i Dionysa Prucknera, po wyjeździe wraz z rodziną do Stanów Zjednoczonych w 1871 roku u Ferdinanda von Intena. W latach 1882–1885 dyrygował chórem w Denver. Od 1885 do 1891 roku był chórmistrzem Metropolitan Opera w Nowym Jorku. W 1891 roku odwiedził Berlin, gdzie był uczniem Maurycego Moszkowskiego. Po powrocie do Nowego Jorku w 1892 roku zorganizował People’s Singing Clases, dyrygował też People’s Choral Union (1894–1909). Prowadził założone przez siebie Musical Art Society (1893–1920), był też dyrygentem Oratorio Society (1898–1912). Od 1898 do 1912 roku organizował w Nowym Jorku koncerty muzyczne dla młodzieży. W 1905 roku założył Institute of Musical Art, w 1926 roku połączony z Juilliard School.
Otrzymał tytuł doktora honoris causa Yale University (1904). Był autorem prac Popular Method of Sight-Singing (Nowy Jork 1894), Some Essentials in the Teaching of Music (Nowy Jork 1916) i Institute of Musical Art, 1905–1926 (Nowy Jork 1936).